# Girls Aloud
Girls Aloud is een Britse popgroep die ontstaan is uit de talentenjacht Popstars - the Rivals. In deze wedstrijd werd een boyband (One True Voice) en een girlband gevormd. Samen gingen ze de strijd aan om met kerst op nummer 1 in de Britse hitlijsten te staan. Girls Aloud won die strijd met Sound of the Underground. Die single bleef 4 weken op nummer 1 staan.
Nadat de 10 finalistes gekozen waren, werden er twee van gediskwalificeerd. Hazel Kaneswaren omdat ze te oud was om deel te nemen en Nicola Ward omdat zij weigerde het contract te tekenen omdat het bedrag dat de groep ging verdienen haar te laag was. Hun plaatsen werden ingevuld door Nicola Roberts en Kimberley Walsh, die beiden door het publiek in de groep terechtkwamen, Nicola als tweede en Kimberley als vierde. De overige drie werden: Cheryl Cole (werd 1e in "Popstars - The Rivals"), Nadine Coyle (3e) en Sarah Harding (5e).
Terwijl One True Voice slechts twee singles maakte en daarna uit elkaar ging, bleef Girls Aloud ruim tien jaar bij elkaar, en succesvol in Groot-Brittannië. In tegenstelling tot sommige winnaars van talentenjachten heeft Girls Aloud een paar maanden gewacht met de opvolger van hun debuutsingle, tot mei 2003.
Harding overleed op 5 september 2021 op 39-jarige leeftijd aan borstkanker.

## Muziek
Hun eerste single Sound of the underground kwam in het Verenigd Koninkrijk op nummer 1. In Nederland deed het nummer het ook goed met een negende plek als hoogste resultaat. De opvolger No good advice kwam in het Verenigd Koninkrijk op de tweede plek terecht. In Nederland schopte hij het niet verder dan nummer 23. De derde single werd Life got cold. Deze singles komen alle drie van het debuutalbum Sound of the underground. Het grootste succes van de meidengroep tot nu toe is Jump, een cover van The Pointer Sisters en de soundtrack voor de film Love actually. Deze single komt van het album What will the neighbours say. In de tussentijd hadden ze veel succes in het Verenigd Koninkrijk met liedjes als The show, Love machine, I'll stand by you en Wake me up.
Het derde album dat de groep uitbracht was Chemistry, waaruit de nummers Long hot summer, Biology, See the day en Whole lotta history uitgebracht zijn.
In 2006 werd een zesdelige docureeks over hun tournee door Australië en Nieuw-Zeeland gemaakt. Girls Aloud: Off the Record was een groot succes op de Britse tv. De Chemistry Tour wist veel fans aan te trekken.
Direct na de Chemistry Tour nam de groep een aantal nieuwe liedjes op voor het Greatest Hits-album. Dat zouden in eerste instantie drie liedjes zijn, maar in de studio werden het er zes.
In 2006 waren er berichten dat Sarah Harding de groep zou verlaten. De reden daarvoor zouden spanningen zijn met de andere groepsleden. In een persbericht heeft ze duidelijk gemaakt dat het bericht een roddel is en dat ze er helemaal niet aan denkt om de band te verlaten. In de zomer van 2006 lanceerden enkele Britse roddelbladen de roddel dat de groep uit elkaar zou gaan wegens hevige ruzies. Dit werd ontkend door de bandleden.
In oktober 2006 werd toch een Greatest Hits-album uitgebracht met de naam The Sound Of Girls Aloud - Greatest Hits. Het bestaat uit alle vorige singles en 3 nieuwe nummers. Twee daarvan, Something kinda oooh en I think we're alone now worden als single uitgebracht.
In 2007 kwam het album Tangled Up uit. Voorafgaand kwamen de singles Sexy! No No No... en Call The Shots uit. In het begin van 2008 kwam de single Can't Speak French uit.
Vanaf mei 2008 toerde Girls Aloud met de "Tangled Up Tour" door het Verenigd Koninkrijk. De tour was erg succesvol en er werden al gauw meer data toegevoegd. Hierdoor werd dit hun langste tour ooit. Op 27 oktober 2008 is er een dvd van dit concert uitgebracht.
In oktober 2008 kwam de single The Promise uit als voorbode op het nieuwe album Out Of Control. Dit album werd op 4 november van dat jaar uitgebracht. The Promise kwam binnen op nummer 1 in de Britse top 40. De tweede single van het album was The Loving Kind. Het nummer, mede-geschreven door de Pet Shop Boys, verscheen op 16 januari 2009. Op basis van alleen downloads debuteerde het op 21 december in de Engelse Top 40, op nummer 38. Doordat de groepsleden op vakantie waren, werd er weinig aan promotie van de single gedaan, wat resulteerde in een nummer 10-notering in de hitlijst.
Op 27 april kwam de derde single van Out of Control uit, Untouchable. In de 'midweeks' van die datum stond Untouchable op nummer 11.
In 2009 gingen ze tijdelijk uit elkaar om zo allemaal te kunnen focussen op hun eigen en solocarrière. Eind 2012 is er een compilatiealbum uitgekomen met de naam Ten, als viering van hun 10-jarige bestaan. In 2013 deed de groep een laatste tournee: de TEN Hits-tour. Na deze tour, in maart 2013, kondigde Girls Aloud aan voorgoed te stoppen.

## Trivia
- Met elke single die ze tot nu toe hebben uitgebracht stond de groep in de Top 10 van de Britse hitlijst. Daarmee doen ze het in Engeland beter dan de Spice Girls.
- Hun manager was Louis Walsh, die ook jurylid was in Popstars - The Rivals, maar hij werd aan de kant geschoven nadat hij zijn plannen bekendmaakte om de groep te dumpen en alleen verder te gaan met Nadine Coyle. Hij stuitte daarbij op verzet van de voltallige groep die samen wilde doorgaan. Dit werd het einde van hun samenwerking.
- De kandidate die net buiten de boot viel voor een plaats in Girls Aloud, Javine Hylton, heeft nu een succesvolle solocarrière in Groot-Brittannië en nam in 2005 deel aan het Eurovisiesongfestival met het nummer Touch my fire.
- Op 14 juli 2009 heeft Girls Aloud bekendgemaakt dat alle groepsleden een contract hebben getekend met Facination/ Polydor Records voor zeker drie nieuwe albums.
- Tijdens de Tangled Up Tour-concerten zijn er opnames gemaakt voor een dvd die in het najaar van 2009 uitkomt.
- Die hard Girls Aloud fans hebben de band opgedeeld in teams als benaming voor favoriete bandleden. Team Chim (Cheryl en Kimberley), Cheradine (Cheryl en Nadine), Cherola (Cheryl en Nicola), Chimola (Cheryl, Kimberley en Nicola), Saryl (Sarah en Cheryl), Sardine (Sarah en Nadine), Sarola (Sarah en Nicola), Sazimba (Sarah en Kimberley, die ook wel Kimba wordt genoemd), Sazimbadine (Sarah, Kimberley en Nadine), Kimbadine (Kimberley en Nadine), Nicadine (Nicola en Nadine) en Kimola (Kimberley en Nicola). Het meest populaire team is Chim aangezien er fans zijn die denken dat ze echt een relatie hebben.

## Discografie
| Album met eventuele hitnotering(en) in de Nederlandse Album Top 100 | Datum van verschijnen | Datum van binnenkomst | Hoogste positie | Aantal weken | Opmerkingen |
| ------------------------------------------------------------------- | --------------------- | --------------------- | --------------- | ------------ | ----------- |
| Sound Of The Underground                                            | 26-05-2003            | 05-07-2003            | 53              | 5            |             |
| What Will The Neighbours Say?                                       | 29-11-2004            | -                     |                 |              |             |
| Chemistry                                                           | 20-02-2006            | 2005                  |                 |              |             |
| The Sound Of Girls Aloud: Greatest Hits                             | 30-10-2006            | -                     |                 |              |             |
| Tangled Up                                                          | 19-11-2007            | -                     |                 |              |             |
| Out Of Control                                                      | 04-11-2008            | -                     |                 |              |             |
| Ten                                                                 | 23-11-2012            | -                     |                 |              |             |

| Single met eventuele hitnotering(en) in de Nederlandse Top 40 | Datum van verschijnen | Datum van binnenkomst | Hoogste positie | Aantal weken | Opmerkingen             |
| ------------------------------------------------------------- | --------------------- | --------------------- | --------------- | ------------ | ----------------------- |
| Sound Of The Underground                                      | 16-12-2002            | 22-02-2003            | 9               | 11           | Dancesmash op Radio 538 |
| No Good Advice                                                | 12-05-2003            | 07-06-2003            | 26              | 6            |                         |
| Jump                                                          | 17-11-2003            | 29-11-2003            | 8               | 16           |                         |